# Кровавая Мэри (фольклор)

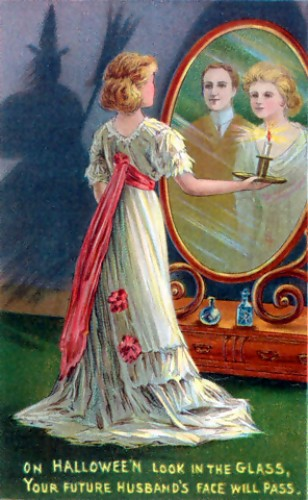
Хэллоуинская поздравительная карточка,. Подпись на карточке гласит: «На Хэллоуин посмотри в зеркало, лицо твоего будущего мужа придёт»

Кровавая Мэри (англ. Bloody Mary) — английская городская легенда, согласно которой если три раза произнести имя «Кровавая Мэри» перед зеркалом в тёмной комнате, то появится её призрак. Традиционно легенду о Кровавой Мэри относят как к историям о привидениях, так и к историям о ведьмах.

## Вариации имён
Несмотря на то, что имя «Кровавая Мэри» прочно вошло в английский язык и знакомо любому англоязычному человеку, существует множество вариаций имени этой ведьмы. Среди разных источников можно встретить следующие имена: Кровавые Кости, Адская Мэри, Мэри Уорт, Мэри Уортингтон, Мэри Уолес, Мэри Лью, Мэри Джейн, Мэри Стэнли, Салли, Кэтти, Агнес, Чёрная Агнес, Мадам Сварт (Svart(e) в скандинавских языках означает «чёрный»). Многие из этих имён отсылают к известнейшим британским фамилиям и популярным именам.

## Истоки легенды
Традиционно, Кровавую Мэри связывают с Марией Английской, которая также имела прозвище «Кровавая Мэри» за жестокую манеру правления и расправы с политическими оппонентами. За время своего правления Мария перенесла несколько выкидышей и ложных беременностей. В связи с этим некоторые исследователи английского фольклора высказывают мысль, что «Кровавая Мэри» и её «страсть» к похищению детей олицетворяет королеву, которая обезумела от потери своих детей.
Помимо роли «страшилки», легенда о Мэри также часто выступает в роли английского обряда гадания на суженного, преимущественно осуществляемое на Хэллоуин. Согласно поверью, молодые девушки должны в тёмном доме подняться по лестнице, идя спиной вперед, и провести свечой перед зеркалом. После этого они должны постараться увидеть в отражении лицо суженого. Но также существует возможность, что девушка увидит череп, и это будет означать, что она умрёт до свадьбы.